# Cryptophlebia caeca
Cryptophlebia caeca is een vlinder uit de familie bladrollers (Tortricidae). De wetenschappelijke naam voor deze soort is voor het eerst geldig gepubliceerd in 1969 door Diakonoff.
De soort komt voor in tropisch Afrika.